# Клечевце
Клечевце или Клечовце (мкд. Клечевце, Клечовце) је насеље у Северној Македонији, у северном делу државе. Клечевце припада општини Куманово.

## Географија
Клечевце је смештено у северном делу Северне Македоније. Од најближег града, Куманова, село је удаљено 20 km источно.
Насеље Клечевце се налази у историјској области Средорек. Село је смештено на десној обали Пчиње, близу ушћа Криве реке у њу. Око села се пружа поље. Надморска висина насеља је приближно 310 метара. Около и уз путеве посађени су током 19. века дрвореди врба, која се користи за ложење.
Месна клима је континентална.

## Историја
Место "Клечевац" је 1899. године бројало 112 кућа, а подељено је на Горњу (Турци) и Доњу (Срби) махалу. Цигани су свуда и обе вере. Куће су ниске од земље, често само са једном просторијом, покривене трском или ређе циглом. Ту постоје џамија, турска и српска основна школа. Православног храма нема, најближа црква је у селу удаљеном сат времена хода. На источној страни села налазила се 1899. године стара црква посвећена Св. Ђорђу, око које је старо српско гробље. На северној страни насеља су пронађене некакве зидине.
Први учитељи су предавали по старој методи, учили напамет из псалтира и часловца. Плата учитеља је тада била мала, од 300 гроша, па су учитељи морали упражњавати и неки занат; обично је то био ханџилук (држања хана за коначење). Настава се често селила из једне у другу изнајмљену приватну кућу. Српска школа је у месту отворена 1874. године, и од тада радила је готово непрекидно, изузев прекида 1888-1894. године. Први учитељ те српске школе био је Димитрије Петковић из Кратова, који је ту остао 10 година. За њим су краће радили, Мита Манасијевић (из Шљезева), Кипријан Дедевић (из Мургаша), Јосиф Николић из Шљезова. Николић је 1888. године рукоположен за свештеника, а школа престала са радом. Три мештанина су 1894. године измолили у Скопљу царску дозволу да поново отворе школу. Заслуге имају за то Кола Петровић, Денка Трајковић, Божина Златанић, као и Младен и Коста Војничанац. Тада је дошао учитељ Спасоје Војничанац, који је живео и радио у установљеној школској згради до 1898. године.

## Становништво
Клечевце је према последњем попису из 2002. године имало 573 становника.
Већинско становништво у насељу су етнички Македонци (97%), а остало су махом Срби.
Претежна вероисповест месног становништва је православље.